# Esdoornfamilie
Aceraceae is de botanische naam van een familie van tweezaadlobbige planten. Een familie onder deze naam wordt algemeen erkend door systemen voor plantentaxonomie, maar niet door het APG-systeem (1998) en het APG II-systeem (2003).
Aldaar worden deze planten ingevoegd bij de zeepboomfamilie (Sapindaceae), samen met de planten in de familie Hippocastanaceae. Overigens is deze beslissing vooral gebaseerd op taxonomische stijl: op basis van de gegevens zou een andere beslissing (handhaven van de familie) evengoed mogelijk geweest zijn.
De 23e druk van de Heukels volgt deze beslissing.
Tot de 22e druk werd de familie wel erkend, met als Nederlandstalige naam Esdoornfamilie. De familie kent dan 2 geslachten.
- Acer - esdoorn; met ca. 118 soorten, waarvan de helft in China inheems is en
- Dipteronia - met 2 soorten, afkomstig uit China: Dipteronia sinensis en D. dyeriana.

In het Cronquist systeem (1981) wordt de familie wel erkend, en geplaatst in de orde Sapindales.
Het Von Gimborn Arboretum te Doorn is in Nederland houder van de Nationale Plantencollectie van Aceraceae met een collectie die 2 geslachten omvat met 98 soorten, variëteiten en/of ondersoorten en 82 cultivars.
Voor een overzicht van de soorten die in de Nederlandstalige Wikipedia zijn opgenomen, zie: Esdoorn.